# 龙水镇 (全州县)
龙水镇，是中华人民共和国广西壮族自治区桂林市全州县下辖的一个乡镇级行政单位。

## 行政区划
龙水镇下辖以下地区：
龙水村、安陂村、百福村、桥渡村、同安村、辛田村、光田村、金田村、芳杰村、长井村、山陂村、塘前村、亭子江村、大联村、大仙村、坦口村、全佳村、朝阳村和全福村。